# خانه قورئیان
خانه قورئیان مربوط به دوره صفوی است و در اصفهان، خیابان ابن سینا، محله شهشهان، کوچه شهید بصیری، بن‌بست شکوفه، صحه قورئیان واقع شده و این اثر در تاریخ ۱۳ خرداد ۱۳۸۶ با شمارهٔ ثبت ۱۹۲۱۵ به‌عنوان یکی از آثار ملی ایران به ثبت رسیده است.